# Формула Муавра
Формула Муавра — формула, за якою для будь-якого комплексного числа {\displaystyle x\,} та будь-якого цілого числа {\displaystyle n\,} виконується рівність:
{\displaystyle \left(\cos x+i\sin x\right)^{n}=\cos \left(nx\right)+i\sin \left(nx\right).\,}
Важливість формули полягає у поєднанні двох розділів математики — тригонометрії та комплексного аналізу.
Вперше опублікована у 1730 році у праці Абрахама де Муавра «Miscellanea analytica».

## Зв'язок з формулою Ейлера
Історично формулу Муавра було доведено раніше за формулу Ейлера:
{\displaystyle e^{ix}=\cos x+i\sin x,}
проте її легко отримати з неї. Згідно із законом піднесення до цілого степеня:
{\displaystyle \left(e^{ix}\right)^{n}=e^{i(nx)},}
далі по формулі Ейлера:
{\displaystyle e^{i(nx)}=\cos(nx)+i\sin(nx).}

## Доведення по індукції
Слушність формули Муавра може бути доведена для натуральних чисел за допомогою математичної індукції, а потім поширена на всю множину цілих чисел. Позначимо як S(n) таке твердження (n — ціле):
{\displaystyle (\cos x+i\sin x)^{n}=\cos nx+i\sin nx.}
Вочевидь S(1) певне, оскільки при n = 1 твердження обертається на тотожність. Припустимо, що S(k) певне для будь-якого натурального k:
{\displaystyle \left(\cos x+i\sin x\right)^{k}=\cos kx+i\sin kx.}
Розглянемо S(k + 1):
{\displaystyle {\begin{alignedat}{2}\left(\cos x+i\sin x\right)^{k+1}&=\left(\cos x+i\sin x\right)^{k}\left(\cos x+i\sin x\right)\\&=\left(\cos kx+i\sin kx\right)\left(\cos x+i\sin x\right)&&\qquad {\text{внаслідок індуктивного припущення}}\\&=\cos(kx)\cos x-\sin(kx)\sin x+i\left(\cos(kx)\sin x+\sin(kx)\cos x\right)\\&=\cos((k+1)x)+i\sin((k+1)x)&&\qquad {\text{згідно з тригонометричними тотожностями}}\end{alignedat}}}
Дивіться Формули для суми аргументів тригонометричних функцій.
Отже, ми довели, що в разі певності S(k) також певне S(k + 1). Зважаючи на певність S(1), згідно принципу математичної індукції приходимо до висновку, що твердження певне для всіх натуральних чисел. Далі, вочевидь S(0) також певне, оскільки cos(0x) + i sin(0x) = 1 + 0i = 1. Насамкінець, в разі негативного показника −n, розглядатимемо степінь як обернену величину степеня з натуральним показником n:
{\displaystyle {\begin{aligned}\left(\cos x+i\sin x\right)^{-n}&={\big (}\left(\cos x+i\sin x\right)^{n}{\big )}^{-1}\\&=\left(\cos nx+i\sin nx\right)^{-1}\\&=\cos(-nx)+i\sin(-nx).\qquad (*)\\\end{aligned}}}
Рівність (*) є результатом тотожності:
{\displaystyle z^{-1}={\frac {\bar {z}}{|z|^{2}}},}
де z = cos (nx) + i sin (nx).
Отже, S(n) певне для всієї множини цілих чисел n.

## Обчислення коренів n ступеня
Схожа формула може бути використана й и при обчисленні корнів n-й ступеня з ненулевого комплексного числа:
{\displaystyle z^{1/n}={\big [}r{\big (}\cos(\varphi +2\pi k)+i\sin(\varphi +2\pi k){\big )}{\big ]}^{1/n}=r^{1/n}\left(\cos {\frac {\varphi +2\pi k}{n}}+i\sin {\frac {\varphi +2\pi k}{n}}\right),}
де {\displaystyle k=0,1,\dots ,n-1}.
З основної теореми алгебри випливає, що корені {\displaystyle n}-го ступеня з комплексного числа завжди існуюсть, та їх кількість дорівнює {\displaystyle n}. На комплексній площині, як видно з формули, усі ці корені є вершинами правильного n-кутника, що вписаний у коло радіусу {\displaystyle {\sqrt[{n}]{r}}} з центром у нулі.
При {\displaystyle r=1} з формули Муавра випливає вираз для обчислення значень тригонометричних функцій з кратним аргументом.